# Saint-Jean (circonscription provinciale)
Pour les articles homonymes, voir Saint-Jean.
Circonscription électorale provinciale du Canada
Saint-Jean est une circonscription électorale provinciale située en Montérégie. Elle fut la circonscription de Félix-Gabriel Marchand, 11e premier ministre du Québec.

## Historique
Le district de Saint-Jean a été créé en 1853 en tant que district électoral de l'Assemblée législative de la province du Canada, détaché des districts de Chambly et d'Huntingdon. La circonscription fait partie des 65 circonscriptions provinciales créées à la Confédération de 1867. 
En 1939 les circonscriptions de Saint-Jean, Napierville-Laprairie et Châteauguay sont redistribuées pour devenir Châteauguay-Laprairie et Saint-Jean—Napierville. Elles reviennent à leur état original en 1945. En 1972 Saint-Jean est agrandi d'une partie de Napierville-Laprairie. En 1992 une portion du sud-ouest de la circonscription est cédée à Beauharnois-Huntingdon; en 2001 une partie encore plus importante passe à cette même circonscription.

## Territoire et limites
La circonscription de Saint-Jean est composée de la partie de la ville de Saint-Jean-sur-Richelieu située à l'ouest de la rivière Richelieu, et de la municipalité de Saint-Blaise-sur-Richelieu

## Liste des députés

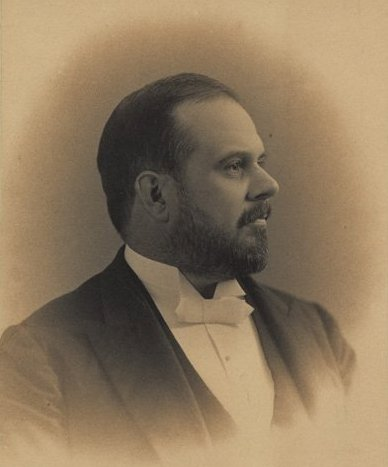
Philippe-Honoré Roy est député de Saint-Jean de 1900 à 1908 pour le Parti libéral du Québec

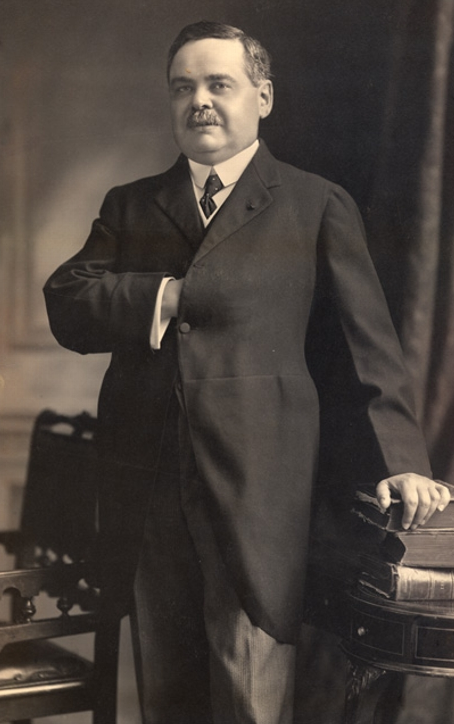
Lomer Gouin est député de Saint-Jean en 1912

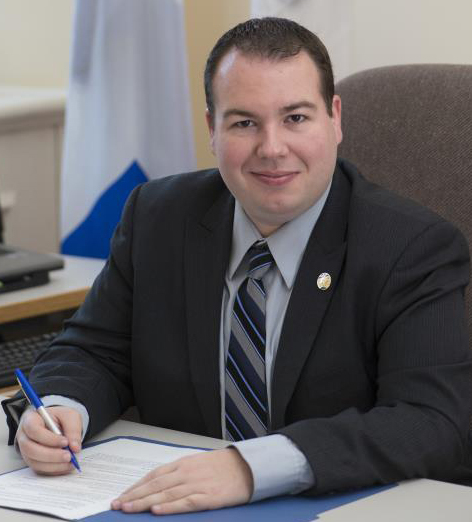
Dave Turcotte est député de Saint-Jean de 2008 à 2018 pour le Parti québécois

| Années                                    | Années      | Député                 | Parti            |
| ----------------------------------------- | ----------- | ---------------------- | ---------------- |
|                                           | 1867 - 1871 | Félix-Gabriel Marchand | Libéral          |
|                                           | 1871 - 1875 | Félix-Gabriel Marchand | Libéral          |
|                                           | 1875 - 1878 | Félix-Gabriel Marchand | Libéral          |
|                                           | 1878 - 1881 | Félix-Gabriel Marchand | Libéral          |
|                                           | 1881 - 1886 | Félix-Gabriel Marchand | Libéral          |
|                                           | 1886 - 1890 | Félix-Gabriel Marchand | Libéral          |
|                                           | 1890 - 1892 | Félix-Gabriel Marchand | Libéral          |
|                                           | 1892 - 1897 | Félix-Gabriel Marchand | Libéral          |
|                                           | 1897        | Félix-Gabriel Marchand | Libéral          |
|                                           | 1897 - 1900 | Félix-Gabriel Marchand | Libéral          |
|                                           | 1900 - 1904 | Philippe-Honoré Roy    | Libéral          |
|                                           | 1904 - 1908 | Philippe-Honoré Roy    | Libéral          |
|                                           | 1908 - 1910 | Gabriel Marchand       | Libéral          |
|                                           | 1910 - 1912 | Marcellin Robert       | Libéral          |
|                                           | 1912        | Lomer Gouin            | Libéral          |
|                                           | 1913 - 1916 | Marcellin Robert       | Libéral          |
|                                           | 1916 - 1919 | Marcellin Robert       | Libéral          |
|                                           | 1919 - 1923 | Alexis Bouthillier     | Libéral          |
|                                           | 1923 - 1927 | Alexis Bouthillier     | Libéral          |
|                                           | 1927 - 1931 | Alexis Bouthillier     | Libéral          |
|                                           | 1931 - 1935 | Alexis Bouthillier     | Libéral          |
|                                           | 1935 - 1936 | Alexis Bouthillier     | Libéral          |
|                                           | 1936 - 1939 | Alexis Bouthillier     | Libéral          |
| Voir Saint-Jean—Napierville (1939 - 1944) |             |                        |                  |
|                                           | 1944 - 1948 | Jean-Paul Beaulieu     | Union nationale  |
|                                           | 1948 - 1952 | Jean-Paul Beaulieu     | Union nationale  |
|                                           | 1952 - 1956 | Jean-Paul Beaulieu     | Union nationale  |
|                                           | 1956 - 1960 | Jean-Paul Beaulieu     | Union nationale  |
|                                           | 1960 - 1962 | Philodor Ouimet        | Libéral          |
|                                           | 1962 - 1966 | Philodor Ouimet        | Libéral          |
|                                           | 1966 - 1970 | Jérôme Proulx          | Union nationale  |
|                                           | 1970 - 1973 | Jacques Veilleux       | Libéral          |
|                                           | 1973 - 1976 | Jacques Veilleux       | Libéral          |
|                                           | 1976 - 1981 | Jérôme Proulx          | Parti québécois  |
|                                           | 1981 - 1985 | Jérôme Proulx          | Parti québécois  |
|                                           | 1985 - 1989 | Pierre Lorrain         | Libéral          |
|                                           | 1989 - 1994 | Michel Charbonneau     | Libéral          |
|                                           | 1994        | Égalité des voix       | Égalité des voix |
|                                           | 1994 - 1998 | Roger Paquin           | Parti québécois  |
|                                           | 1998 - 2003 | Roger Paquin           | Parti québécois  |
|                                           | 2003 - 2007 | Jean-Pierre Paquin     | Libéral          |
|                                           | 2007 - 2008 | Lucille Méthé          | ADQ              |
|                                           | 2008 - 2012 | Dave Turcotte          | Parti québécois  |
|                                           | 2012 - 2014 | Dave Turcotte          | Parti québécois  |
|                                           | 2014 - 2018 | Dave Turcotte          | Parti québécois  |
|                                           | 2018 - 2022 | Louis Lemieux          | Coalition avenir |
|                                           | 2022 - ...  | Louis Lemieux          | Coalition avenir |

## Résultats électoraux
|                                                                                               | Nom                       | Parti              | Nombre de voix | %      | Maj.   |
| --------------------------------------------------------------------------------------------- | ------------------------- | ------------------ | -------------- | ------ | ------ |
|                                                                                               | Louis Lemieux (sortant)   | Coalition avenir   | 21 734         | 50,7 % | 13 486 |
|                                                                                               | Alexandre Girard-Duchaine | Parti québécois    | 8 248          | 19,2 % | -      |
|                                                                                               | Pierre-Luc Lavertu        | Québec solidaire   | 6 334          | 14,8 % | -      |
|                                                                                               | Dominick Melnitzky        | Conservateur       | 3 603          | 8,4 %  | -      |
|                                                                                               | Benjamin Roy              | Libéral            | 2 565          | 6 %    | -      |
|                                                                                               | Denis Thériault           | Climat Québec      | 290            | 0,7 %  | -      |
|                                                                                               | Raymond Choquette         | Démocratie directe | 133            | 0,3 %  | -      |
| Total                                                                                         | Total                     | Total              | 42 907         | 100 %  |        |
| Le taux de participation lors de l'élection était de 69,7 % et 718 bulletins ont été rejetés. |                           |                    |                |        |        |

|                                                                                               | Nom                     | Parti               | Nombre de voix | %      | Maj.  |
| --------------------------------------------------------------------------------------------- | ----------------------- | ------------------- | -------------- | ------ | ----- |
|                                                                                               | Louis Lemieux           | Coalition avenir    | 16 789         | 39,5 % | 3 618 |
|                                                                                               | Dave Turcotte (sortant) | Parti québécois     | 13 171         | 31 %   | -     |
|                                                                                               | Simon Lalonde           | Québec solidaire    | 6 137          | 14,4 % | -     |
|                                                                                               | Vanessa Parent          | Libéral             | 4 946          | 11,6 % | -     |
|                                                                                               | Véronique Langlois      | Vert                | 694            | 1,6 %  | -     |
|                                                                                               | Philippe Perreault      | Conservateur        | 368            | 0,9 %  | -     |
|                                                                                               | Louis St-Jacques        | Citoyens au pouvoir | 240            | 0,6 %  | -     |
|                                                                                               | Geneviève Ruel          | NPD Québec          | 159            | 0,4 %  | -     |
| Total                                                                                         | Total                   | Total               | 42 504         | 100 %  |       |
| Le taux de participation lors de l'élection était de 71,3 % et 809 bulletins ont été rejetés. |                         |                     |                |        |       |

|                                                                                               | Nom                     | Parti            | Nombre de voix | %      | Maj. |
| --------------------------------------------------------------------------------------------- | ----------------------- | ---------------- | -------------- | ------ | ---- |
|                                                                                               | Dave Turcotte (sortant) | Parti québécois  | 13 486         | 32,4 % | 563  |
|                                                                                               | Serge Tremblay          | Coalition avenir | 12 923         | 31,1 % | -    |
|                                                                                               | Marie-Josée Denis       | Libéral          | 11 845         | 28,5 % | -    |
|                                                                                               | Carole Lusignan         | Québec solidaire | 2 693          | 6,5 %  | -    |
|                                                                                               | Jade Bossé Bélanger     | Option nationale | 386            | 0,9 %  | -    |
|                                                                                               | Maryse Grenier          | Conservateur     | 243            | 0,6 %  | -    |
| Total                                                                                         | Total                   | Total            | 41 576         | 100 %  |      |
| Le taux de participation lors de l'élection était de 71,7 % et 921 bulletins ont été rejetés. |                         |                  |                |        |      |

|                                                                                               | Nom                     | Parti                        | Nombre de voix | %      | Maj.  |
| --------------------------------------------------------------------------------------------- | ----------------------- | ---------------------------- | -------------- | ------ | ----- |
|                                                                                               | Dave Turcotte (sortant) | Parti québécois              | 18 304         | 40,7 % | 3 847 |
|                                                                                               | Yvan Berthelot          | Coalition avenir             | 14 457         | 32,2 % | -     |
|                                                                                               | Martin Massé            | Libéral                      | 8 955          | 19,9 % | -     |
|                                                                                               | Carole Lusignan         | Québec solidaire             | 1 886          | 4,2 %  | -     |
|                                                                                               | Félix Lemaire           | Option nationale             | 770            | 1,7 %  | -     |
|                                                                                               | Carmyn Girard           | Conservateur                 | 267            | 0,6 %  | -     |
|                                                                                               | Yvon Sylva Aubé         | Parti indépendantiste (2008) | 190            | 0,4 %  | -     |
|                                                                                               | François Mailly         | Union citoyenne              | 109            | 0,2 %  | -     |
| Total                                                                                         | Total                   | Total                        | 44 938         | 100 %  |       |
| Le taux de participation lors de l'élection était de 78,3 % et 718 bulletins ont été rejetés. |                         |                              |                |        |       |

|                                                                                             | Nom                      | Parti                        | Nombre de voix | %      | Maj. |
| ------------------------------------------------------------------------------------------- | ------------------------ | ---------------------------- | -------------- | ------ | ---- |
|                                                                                             | Dave Turcotte            | Parti québécois              | 13 534         | 39,2 % | 914  |
|                                                                                             | Jean-Pierre Paquin       | Libéral                      | 12 620         | 36,6 % | -    |
|                                                                                             | Lucille Méthé (sortante) | Action démocratique          | 6 263          | 18,1 % | -    |
|                                                                                             | Éric Beaudry             | Vert                         | 1 035          | 3 %    | -    |
|                                                                                             | Danielle Desmarais       | Québec solidaire             | 767            | 2,2 %  | -    |
|                                                                                             | Martin Rioux             | Parti indépendantiste (2008) | 189            | 0,5 %  | -    |
|                                                                                             | Guillaume Tremblay       | Indépendant                  | 118            | 0,3 %  | -    |
| Total                                                                                       | Total                    | Total                        | 34 526         | 100 %  |      |
| Le taux de participation lors de l'élection était de 62 % et 626 bulletins ont été rejetés. |                          |                              |                |        |      |